# Lövångersrevyn
Lövångersrevyn är en populär lokal revy i Västerbotten som spelats i 32 år. Skådespelare i revyn är Mats Bohman, Bengt Öhman, Peter Fjällström och Monika Lindgren. Bolaget som drivit revyn, Bröderna Henrys, har till tidningen Norran meddelat att revyn 2011 att bli den sista.

## Revyhistorik
- Henrys Nöjesfält, Revy 2010
- Henrys Sjukstuga, Revy 2009
- Henrys Flugplats, Revy 2008
- Henrys Arena, Revy 2007
- Henrys Camping, Revy 2006
- Henrys Melodi, Revy 2005
- Henrys Kompani, Revy 2004
- Henrys Kasino, Revy 2002
- Scen kväll ve Henrys, Revy 2001
- Henrys Skifte/Millhenryum show, Revy 2000

### Fotnoter
1. ↑  ”Lövångersrevyn lägger ned nästa år”. Norran. http://norran.se/noje/article1113041.ece.